# ژوزه تایرا
ژوزه تایرا (انگلیسی: José Taira؛ زادهٔ ۱۸ نوامبر ۱۹۶۸) بازیکن فوتبال اهل پرتغال است.
از باشگاه‌هایی که در آن بازی کرده‌است می‌توان به باشگاه فوتبال سویا، باشگاه فوتبال بلننسس، و باشگاه ورزشی فارنسی اشاره کرد.
وی همچنین در تیم ملی فوتبال پرتغال بازی کرده‌است.

## زندگی شخصی
فرزند ژوزه تایرا، آفونسو نیز مانند خود او، یک بازیکن فوتبال است که در پست هافبک بازی می‌کند.